# باكاري جباداموسي
باكاري جباداموسي (ولد عام 1930) هو شاعر وعالم إنسانيات وكاتب قصة قصيرة يوروبي من نيجيريا.

## حياته
ولد في أوسوغبو، كتب حامد جباداموسي شعره اليوروبي وقصصه القصيرة الخاصة به في مطلع عام 1960. ومع ذلك، فهو يشتهر بجمع وترجمة حكايات يوروبا الشعبية والشعر التقليدي بالتعاون مع يولي بيير. معظم أعمال جباداموسي تم نشرها بواسطة مباري، وهو نادي أسسه بيير في إبادان. في أواخر 1960 كان جباداموسي يعمل كعالم في وصف الأعراق البشرية لصالح المتحف النيجيري في لاغوس، وقد سبق وعمل ككاتب رسائل و ساحر مسرح وممثل. شارك في الفرقة المسرحية  لدورو لاديبو في أوسوغبو. تبعاً لأحد المصادر أصبح جباداموسي لاحقاً يعرف بديمولا أونيبونوكاتا.